# Maerua becquetii
Maerua becquetii är en kaprisväxtart som beskrevs av Ernst Wilczek. Maerua becquetii ingår i släktet Maerua och familjen kaprisväxter. Inga underarter finns listade i Catalogue of Life.